# UD 멜리야
UD 멜리야(영어: Unión Deportiva Melilla)는 스페인 자치 도시인 멜리야를 연고로 하는 스페인의 축구단이다. 1976년에 설립된 이 구단은 현재 스페인 3부 리그인 프리메라 페데라시온 – 2조 에서 뛰고 있으며, 약 8,000명을 수용할 수 있는 에스타디오 무니시팔 알바레스 클라로를 홈구장으로 사용하고 있다.

## 선수 명단

### 현역
참고: FIFA 자격 규정에 따라 소속된 국가대표팀 국기를 표시합니다. 선수는 복수의 FIFA 비회원국 국적을 가지고 있을 수 있습니다.
| 번호 | 포지션 | 국적   | 이름              |
| ---- | ------ | ------ | ----------------- |
| 11   | MF     | 조지아 | 베카 카브타라드제 |

| 번호 | 포지션 | 국적 | 이름              |
| ---- | ------ | ---- | ----------------- |
| 20   | FW     | 페루 | 헤이손 마르티네스 |

## 역대 감독
| 감독        | 임기        |
| ----------- | ----------- |
| 페드로 솔레 | 1950 ~ 1951 |